# Ley de Desindexación de la Economía Española
La Ley 2/2015, de 30 de marzo, de Desindexación de la Economía Española es una ley del ordenamiento jurídico español vigente desde el año 2015 por la que se desvinculan de la evolución del IPC los precios en cuya fijaciación interviene, total o parcialmente, alguna entidad del sector público. El objetivo principal de esta ley es controlar la inflación y mejorar así la competitividad de los productos españoles en el exterior.

## Contexto económico
Según el índice de competitividad global del año de aprobación de la ley, el componente de la competitividad en el que peor se situaba España era el escenario macroeconómico, concepto dentro del cual se incluía la inflación. Dicho esto, en lo que mejor posicionada está España, no sólo dentro de sus propios indicadores, sino a nivel mundial, es precisamente en inflación, por lo que esta variable es la que menos está perjudicando actualmente la competitividad de España. Aunque la ley se aprobó en 2015, la baja tasa de inflación observada en España en el momento debido a la situación de crisis económica hizo que el desarrollo reglamentario de la norma no fuese urgente. Fue en febrero de 2017 cuando el gobierno aprobó el Real Decreto que incluía el reglamento de la ley, debido al aumento de la inflación que se observaba en los meses anteriores, lo cual podía poner en peligro, según el gobierno, el crecimiento económico que había experimentado España en los últimos años, basado en la competitividad en los mercados extranjeros.

## Respuesta social
El sindicato UGT criticó la ley porque, a su juicio, esta podía afectar a la negociación colectiva y reducir la capacidad adquisitiva de los trabajadores de empresas que trabajan para el sector público. Según UGT, el principal problema de la competitividad española no está en la inflación, sino en la falta de innovación, y por tanto la ley de desindexación no es el mejor medio para fomentar la competitividad de las empresas españolas. Por su parte, el Consejo Económico y Social avisó de que la ley podría desincentivar la participación de empresas en proyectos a largo plazo como los relacionados con obras públicas.